# L'amante del vampiro
L'amante del vampiro è un film del 1960, diretto da Renato Polselli.

## Trama
Un corpo di ballo una sera scopre che in un vicino castello diroccato vivono una contessa e il suo maggiordomo, che in realtà sono due vampiri. L'uomo è solito vampirizzare giovani e belle vittime mentre, la contessa, vampirizzando periodicamente il maggiordomo, si mantiene giovane e bella negli anni. Dopo essere stata avvicinata dal maggiordomo, una componente del corpo di ballo, incomincia a dare segni di instabilità.

## Produzione
L'amante del vampiro uscì per il grande schermo sfruttando l'onda del successo ottenuta dal film Dracula il vampiro interpretato da Christopher Lee nel 1958; da lì in poi diversi produttori e distributori italiani divennero ansiosi di realizzare pellicole sui vampiri. Il film è stato girato in tre settimane al castello di Artena, in provincia di Roma, verso la fine del 1959.

## Distribuzione
Distribuito nei cinema il 23 maggio 1960, il film incassò circa 98 milioni di lire italiane.

## Critica
(Leo Pestelli su La Stampa del 24 maggio 1960)